# Мотоо Кімура
Мото Кімура (яп. 木村 資生) — японський біохімік, молекулярний біолог, еволюційний біолог. Найкраще відомий як автор нейтральної теорії молекулярної еволюції.

## Біографія та кар'єра
Кімура народився 1924 року в місті Окадзакі в 400 км на південний захід від Токіо. Він цікавився з дитинства рослинами, а також під час довгої хвороби, викликаної отруєнням, добре засвоїв геометрію. В університеті він працював з відомим на той час японським генетиком Хітоши Кіхарою. Пізніше Кіхара взяв його до своєї лабораторії, де досліджували хромосоми домашніх рослин. Проте Кімура більше цікавився теоретичними побудовами С'юелла Райта. У 1949 році він перейшов до новоствореного Японського інституту генетики.
З лабораторії Інституту генетики він виїхав на стажування за програмою Фонду Фулбрайта до США, рекомендацію йому дав директор інституту Таку Камай. В США він спочатку працював в Університеті штату Айови, а невдовзі перейшов до Університету Вісконсіну до лабораторії популяційного генетика Джеймса Кроу, де проводив дослідження в 1953-1955 роках. Його праця щодо стохастичних змін у популяції під дією генетичного дрейфу привернула увагу С'юелла Райта.
Кімура повернувся до лабораторії Кроу 1961-1963 року, і під час цього періоду вони розробили метод оцінки частоти закріплення мутацій та кількості алелів у скінчених популяціях.
У 1968 році Кімура сформулював нейтральну теорію молекулярної еволюції, в якій заявив, що більшість геному еволюціонує не під тиском добору, а внаслідок нейтральних мутацій. 50 років потому чимало популяційних генетиків вважають цю теорію спростованою.
Багато років страждав на бічний аміотрофічний склероз. Через притаманні цій хворобі порушення м'язової діяльності впав і отримав крововилив у мозок, внаслідок чого й помер 13 листопада 1994 року в Окадзакі.